# Aloguinsan
Aloguinsan est une municipalité de la province de Cebu, au centre-ouest de l'île de Cebu, aux Philippines.

## Généralités
Elle est entourée des municipalités de Barili au sud, Pinamungajan au nord, Carcar à l'est, et du détroit de Tañon à l'ouest.
Elle est administrativement constituée de 15 barangays (quartiers/districts/villages) :
- Angilan
- Bojo
- Bonbon
- Esperanza
- Kandingan
- Kantabogon
- Kawasan
- Olango
- Poblacion
- Punay
- Rosario
- Saksak
- Tampa-an
- Toyokon
- Zaragosa

Sa population en 2019 est d'environ 35 000 habitants.